# Pavetta incana
Pavetta incana là một loài thực vật có hoa trong họ Thiến thảo. Loài này được Klotzsch mô tả khoa học đầu tiên năm 1861.